# Archytas sanctaecrucis
Archytas sanctaecrucis là một loài ruồi trong họ Tachinidae.